# خاندان سانو

خاندان سانو (به ژاپنی: 佐野氏 さのし)، یکی از خاندان‌های سامورایی از اواخر دوره هی‌آن تا دوره ادو در مرکز ولایت شیموتسوکه، ژاپن بود.